# Dąbrowa Międzylesie
Dąbrowa Międzylesie – przystanek kolejowy w Dąbrowie, w powiecie wągrowieckim w województwie wielkopolskim, w Polsce. Obsługuje ruch towarowy. Położony na linii kolejowej z Gniezna do Nakła nad Notecią (będącą odcinkiem linii kolejowej nr 281).